# Amelia Lily
Amelia Lily Oliver, född 16 oktober 1994 i Nunthorpe, Middlesbrough, är en engelsk popsångare. Hon kom på tredjeplats i The X Factor 2011 där Kelly Rowland var hennes mentor. Hennes debutsingel, "You Bring Me Joy" som släpptes den 7 september 2012 placerade sig på en andraplats på UK Singles Chart och hamnade på topp 10 i mer än tre länder. Hennes andra singel, "Shut Up (and Give Me Whatever You Got)" som släpptes den 18 januari 2013 debuterade på en elfteplats i Storbritannien.

## Diskografi

### Som soloartist
Singlar
- 2012 – "You Bring Me Joy" (UK #2)
- 2013 – "Shut Up (and Give Me Whatever You Got)" (UK #11)
- 2013 – "Party Over" (UK #40)
- 2014 – "California" (UK #83)

Promoalbum
- 2012 – Album Sampler [5]
- 2013 – Be A Fighter [5]
- 2014 – Fingerprints [5]

### Som bidragande artist
- 2011 – "Wishing on a Star"[6] ("The X Factor 2011"-finalistene med JLS och One Direction)